# Moto Guzzi V7 Special
La Moto Guzzi V7 Special nasce nel 1969 come evoluzione della V7, modificata stilisticamente ma soprattutto aumentata nella cilindrata da 700cm³ a 750 cm³.
Nonostante fosse sostanzialmente una V7 migliorata, la nuova versione, battezzata V7 Special, apparve come una moto completamente nuova, grazie anche ad un'azzeccata verniciatura bianco/nera con filetti rossi e con zone cromate sul serbatoio, molto elegante e di efficace impatto estetico. L'aumento della potenza fu richiesto in modo particolare dagli importatori americani dove l'interesse per la V7 stava crescendo, negli Stati Uniti venne commercializzata con il nome di V7 Ambassador con differenti colorazioni e la leva del cambio spostata a sinistra.

## Il motore
Il motore della V7 Special è un bicilindrico a V longitudinale di 90°, gli scoppi sono alternativamente distanziati di 270° e di 450°, il carter, i cilindri e le teste sono in lega leggera. L'albero motore è in un solo pezzo d'acciaio con bronzine, ha un unico bottone di manovella sul quale lavorano le bielle dei due cilindri anche queste con bronzine. Le bielle sono in acciaio con sezione a doppio T. I pistoni sono in lega leggera con cupola molto pronunciata e tre segmenti di tenuta ed un anello raschiaolio.

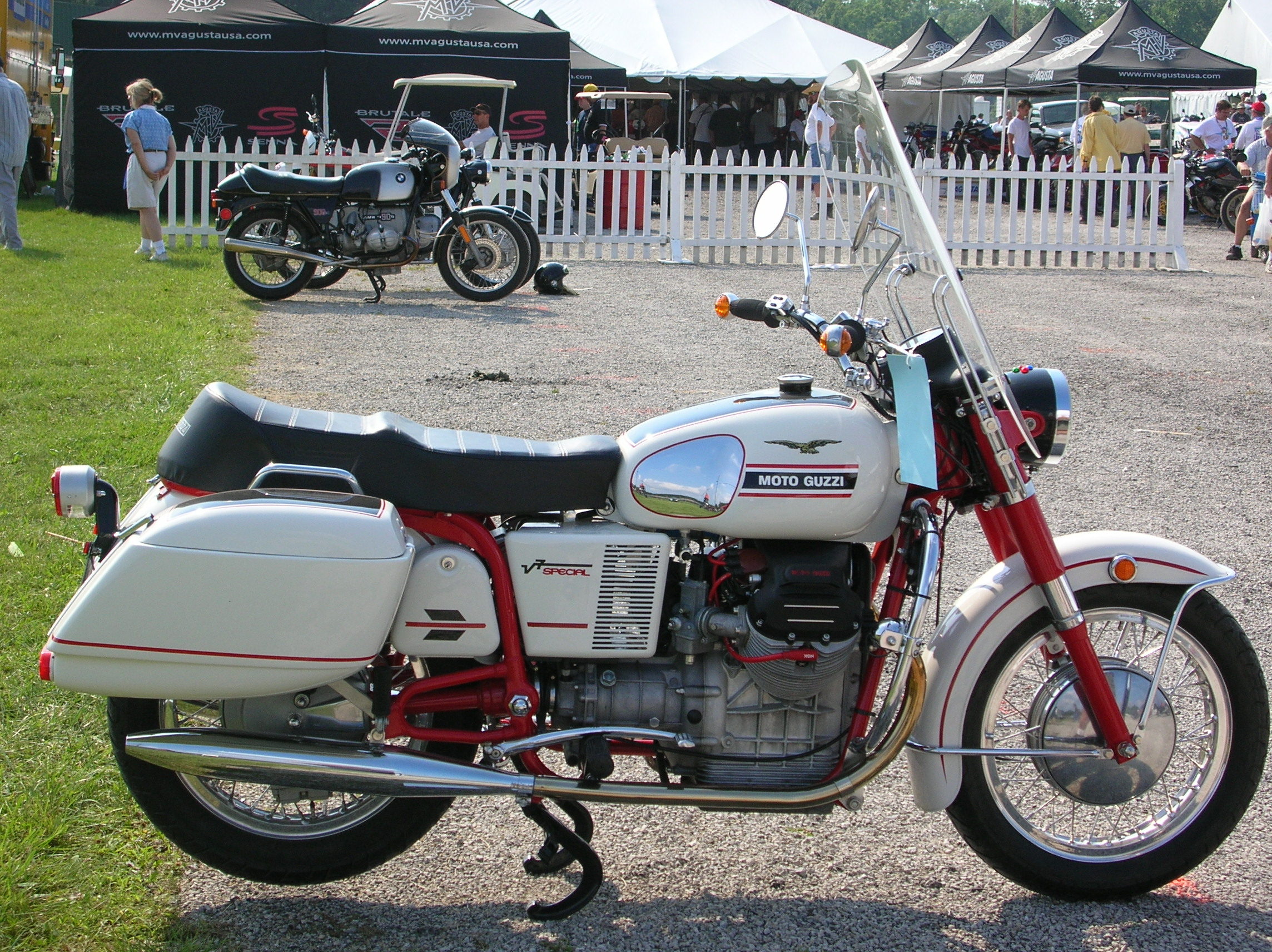
Vista laterale della V7 Special, accessoriata con borse e parabrezza

La distribuzione è con un unico albero a camme al centro del V comandato da una coppia di ingranaggi elicoidali, le valvole vengono azionate con punterie a bicchiere, aste e bilancieri, hanno diametro di 41mm per l'aspirazione e 36 per lo scarico ed inclinate di 70° tra loro.
L'alimentazione è data da due carburatori Dell'Orto VHB 29 CS/CD da 29mm.
L'accensione è a spinterogeno con anticipo automatico e distributore a spazzola rotante.
La lubrificazione è ad olio nel carter con pompa ad ingranaggi, questa crea una pressione è di 4 Atm regolata da valvola automatica. Il circuito porta il lubrificante ai supporti di banco, da qui, attraverso canalizzazioni nell'albero motore, al bottone di manovella e all'albero a camme, attraverso tubazioni esterne l'olio arriva ai bilancieri.
La frizione è a secco con due dischi, compresa all'interno del volano motore.
Il cambio è in cascata con ingranaggi sempre in presa con ingranaggi ad innesti frontali, riceve la rotazione dall'albero della frizione con parastrappi a molla elicoidale.
L'albero di trasmissione è all'interno del braccio destro del forcellone oscillante, con doppio giunto cardanico montato sul cuscinetto del braccio oscillante e coppia conica finale con dentatura elicoidale "Gleason".
La produzione cessò nel 1972 con il lancio della 850 GT, direttamente derivata dalla V7 Special ma con cilindrata portata ad 850 cm³ e cambio a cinque rapporti.